# チェシン

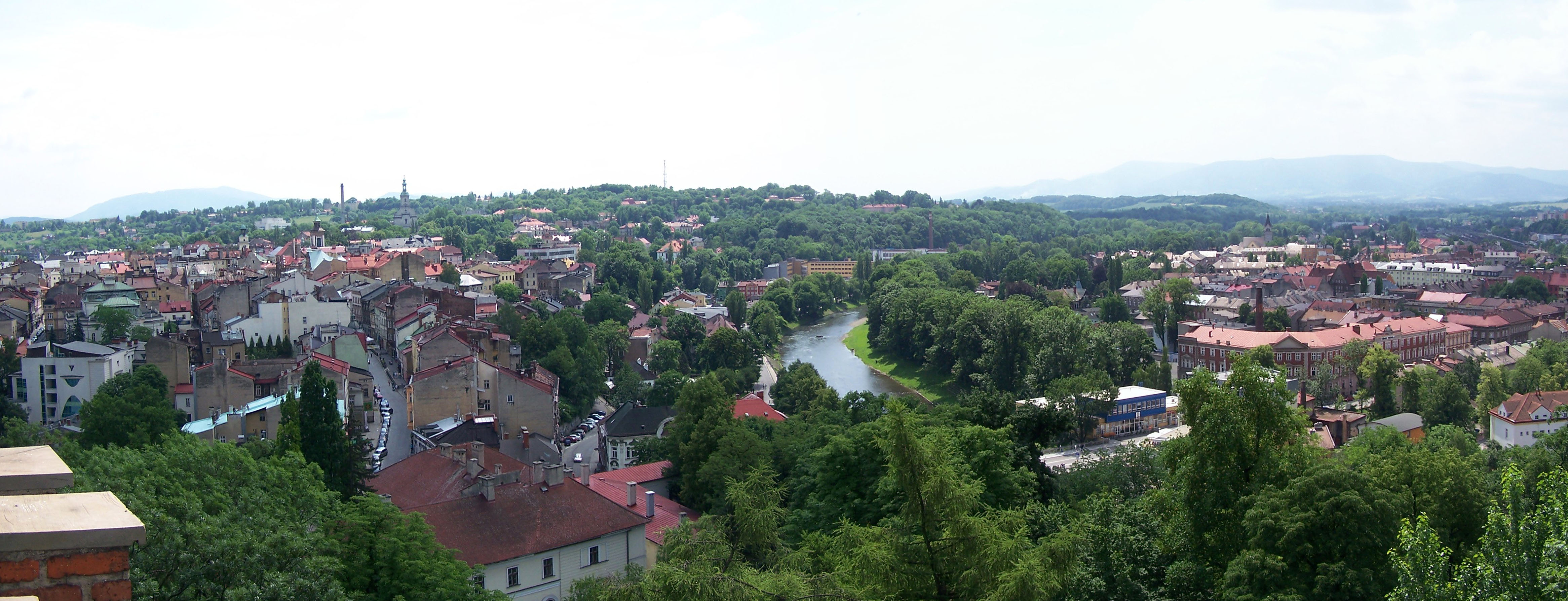
オルザ川（中央）を境にポーランド領（左）とチェコ領（右）に分かれた市街

チェシン（Cieszyn ([ˈtʃɛʃɪn] CHESH-in, ポーランド語: [ˈt͡ɕɛʂɨn] ( 音声ファイル); チェコ語: Těšín [ˈcɛʃiːn] ( 音声ファイル); ドイツ語: Teschen; ラテン語: Tessin; シレジア語: Ćeszyn)）は、ポーランド南部のシロンスク県チェシン郡に位置する国境の町。同郡の郡庁所在地で、人口は3万3500人（2021年）である。オーデル川支流のオルザ川に臨み、対岸はチェコのチェスキー・チェシーンである。
歴史的にチェシン・シロンスク地方の中心地であるチェシンは、第一次世界大戦後の1918年までチェシン公国の首都であった。1920年、同地方がポーランドとチェコスロバキアに分割されると、チェシンも一部の地区がチェスキー・チェシーンとしてチェコスロバキア領に編入され、その以外の地域はポーランド領となった。チェコ側をあわせると、市の人口は6万1201人におよぶ。
町内の建物には、ポーランドとオーストリア双方の建築様式の影響がみられる。過去に何回か見舞われた大火（最近では18世紀後半）のつど再建されたためで、旧市街の美しい景観はしばしば「小ウィーン」と呼ばれる。そのほか、古代に築かれた城の唯一の遺構である12世紀の正方形の塔や、10世紀のロマネスク様式の礼拝堂がある。

## 歴史
この地域には、7世紀までにスラブ人が定住した。言い伝えによると、公爵の3人息子であるボルコ、レシュコ、チェシュコが長旅を終えて会見したとき、泉を見つけたためこの地に村をつくそうと決めたという。3人は「私は幸せだ」という意味のことば cieszym się から、この地をチェシンと呼んだ。この泉の井戸はいまも、町の広場の西の「三人兄弟通り」で見ることができる。
町はチェシン公国の首都であったため、その歴史は公国の歴史でもある。1779年5月13日、マリア・テレジアとフリードリヒ大王がバイエルン継承戦争の講和条約であるテッシェン条約を結んだ。チェシンはドイツ人、ポーランド人、ユダヤ人、チェコ人のコミュニティからなる民族的、宗教的、文化的多様性で知られていた。またハンガリー人のコミュニティも存在し、少数ながら多くの官吏を輩出していた。
オーストリア＝ハンガリー帝国の1910年の国勢調査では、町の人口は2万2489人だった。そのうち1万3254人 (61.5%) がドイツ語を、6832人 (31.7%) がポーランド語を、1437人 (6.7%) がチェコ語を母語とした。イディッシュ語と答えるのは認められなかったため、ユダヤ人はほとんどがドイツ語を母語として答えた。宗教ではローマ・カトリックが1万5138人 (67.3%) で最も多く、以下プロテスタントの5174人 (23%) 、ユダヤ教の2112人 (9.4%) と続いた。
ヴェルサイユ条約締結後のスパ会議をうけて、町は1920年7月、広大なポーランド人コミュニティがチェコスロバキアに割譲される形で分割された。その西部が、現在のチェコ共和国のチェスキー・チェシーンである。1938年10月にポーランドがザオルジエ地方を併合すると、両者はまたひとつの町になった。その翌年にドイツ軍が侵攻し、第二次世界大戦中はナチス・ドイツの支配下に置かれた。戦後、ポーランドとチェコスロバキアの国境は1920年の状態に戻された。
戦間期、チェシンは1923年にブウォゴツィツェ、1932年にボブレクを編入した。また、戦後は1973年にボグスゾウィツェ、グウドウィ、カレンビツェ、クラスナ、ムニシュトウォ、パストウィスカと合併し、1977年にはマルクロウィツェを加えた。
ポーランドとチェコが欧州連合とシェンゲン協定に加盟してからは、国境管理が廃止されたため、両国の住民が自由に国境を通過できるようになった。
1970年7月19日、オルザ川にかかる橋が大洪水のため崩落し、チェシンの消防士5名が死亡した。

## 文化
19世紀から、この町は中欧スラヴ圏におけるプロテスタントの中心地になっている。また、チェシン夏季映画祭の開催地である。

## 経済
電気機械工業がさかんである。プリンス・ポロ印のウエハースで有名なオルザ・チェシンの菓子工場や、ジヴィエツ・ポルテルが醸造されるブラッキー・ブロヴァルが所在する。チェコとの貿易や、オルザ川にかかる2本の橋を通じたチェスキー・チェシーンとの小売取引で生計を立てている市民も多い。

## 名所

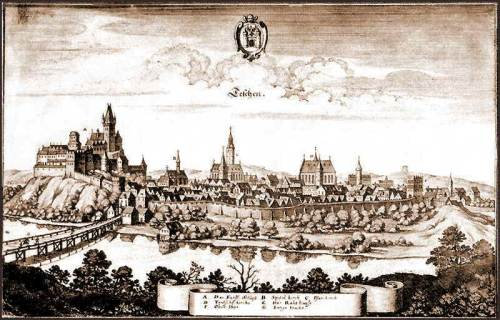
1640年ごろのチェシンを描いた銅版画

- ロマネスク様式の聖ミコワヤ礼拝堂（11世紀に建立されたロタンダ）
- ピャスト朝の城跡
  - 塔（おおかた14世紀）
  - ゴシック様式の聖マリイ・マグダレニ教会（13世紀）
- 旧市街の広場
  - ブルジョアジーの邸宅群（15世紀から19世紀）
  - 町役場（19世紀初期）
- 旧造幣局（18世紀）
- ラリシュ家の宮殿を改装したチェシン・シロンスク博物館
- 醸造所（1846年）
- プロテスタントのイェズソヴィ教会。バロック様式の塔を持ち、質素な内装を飾る祭壇には福音書記者像がある

## 出身有名人
- マグダレーナ・グヴィズドン（1979年8月4日生） バイアスロン選手
- ヘルマン・ヘラー（1891年7月17日生） 法学者
- イレネウシュ・イェレン（1981年4月9日生） サッカー選手
- カール・フリードリヒ・コッツヒー（1789年1月26日生） 植物学者、神学者
- インゲ・マーン（1943年生） 彫刻家、大学教授
- リチャード・パイプス（1923年7月11日生） ユダヤ系アメリカ人の歴史家
- ルドルフ・ラメク（1881年4月12日生） オーストリアの政治家、同国首相
- マックス・ロスタル（1905年8月7日生） ヴァイオリニスト、教育者
- トミスワウ・タイネル（1983年5月14日生） スキージャンプ選手
- イリー・トリャノフスキー（1592年3月27日生） 神学者、作曲家
- フリードリヒ・ウール（1825年5月14日生） ジャーナリスト、作家
- ヴィクトル・ウルマン（1898年1月1日生） ユダヤ人の音楽家
- カロル・ストリヤ（1915年2月2日生） 指揮者

## 姉妹都市
- チェスキー・チェシーン（チェコ）
- ヘンク（ベルギー）
- ルツェルン（スイス）
- プツク（ポーランド）
- ロジュニャヴァ（スロバキア）
- テウヴァ（フィンランド）

## ギャラリー

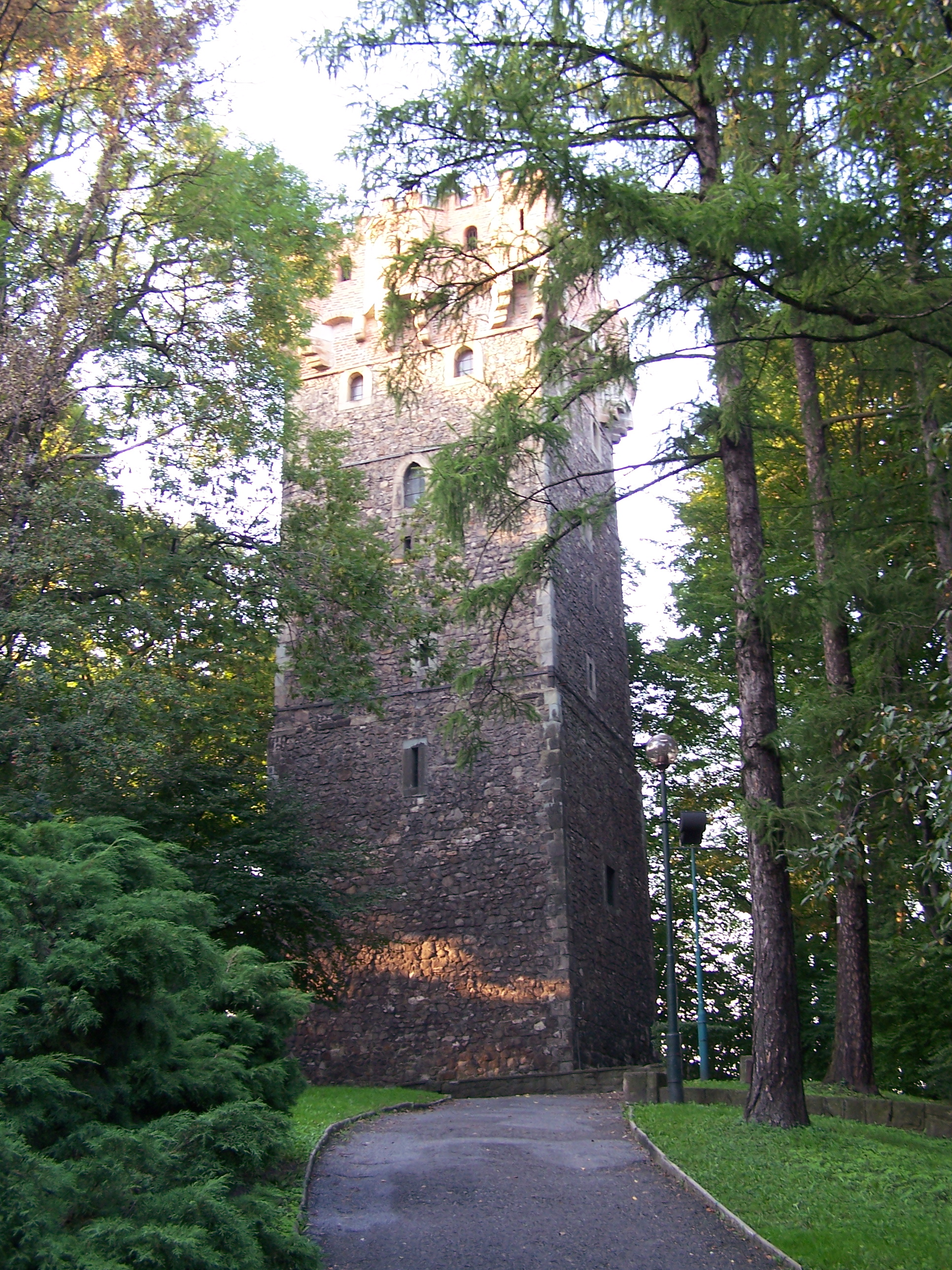
14世紀、ピャスト朝時代の塔
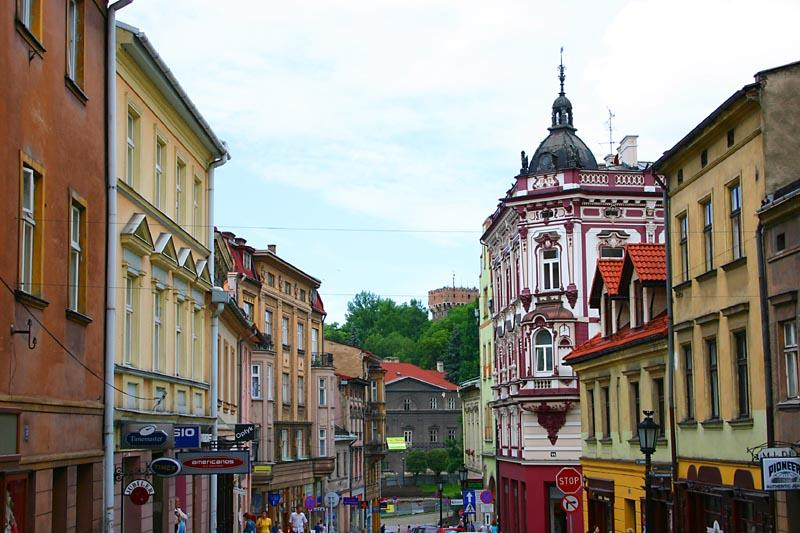
グウェンボカ通り
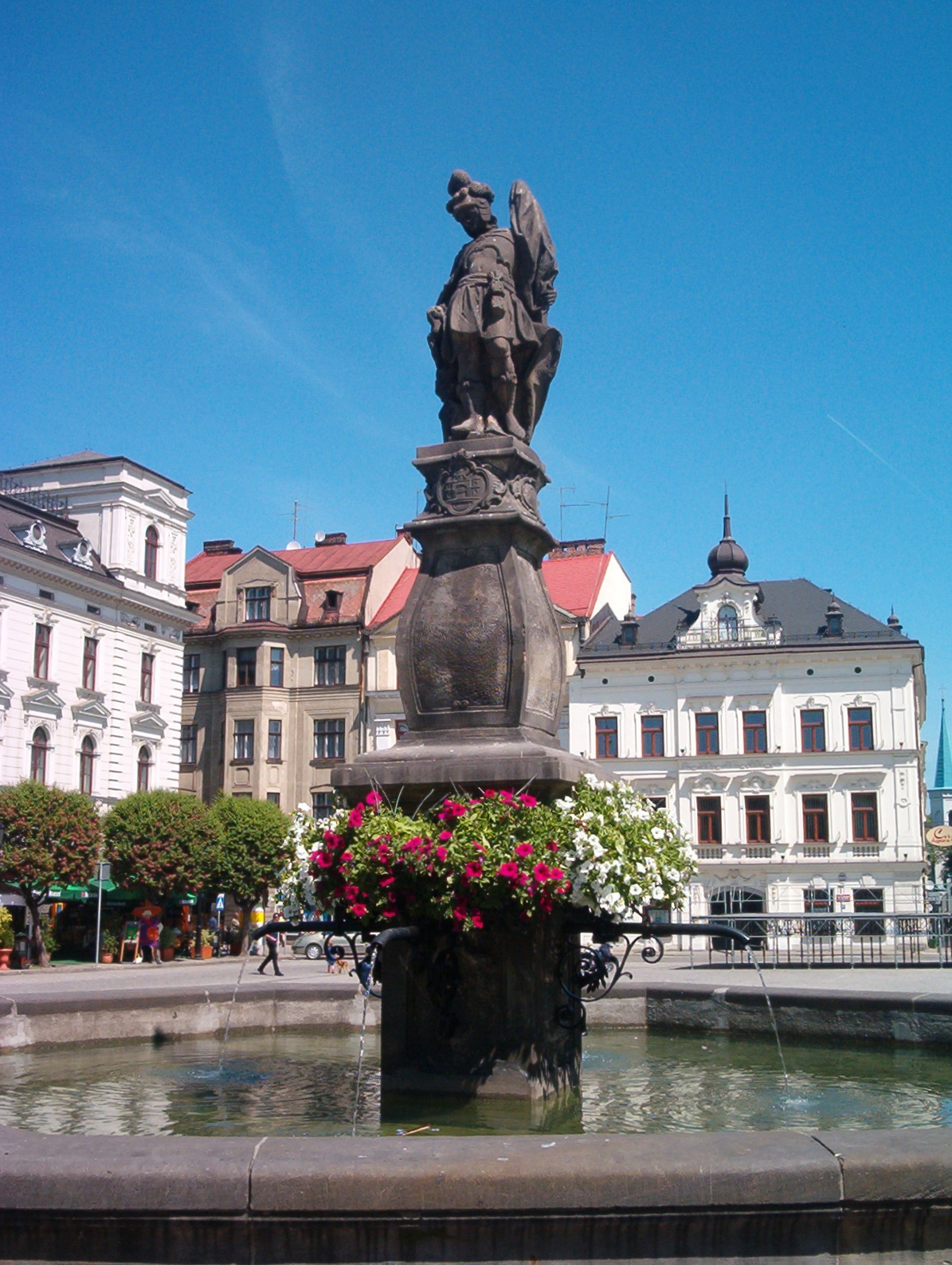
聖フロリアーナ像
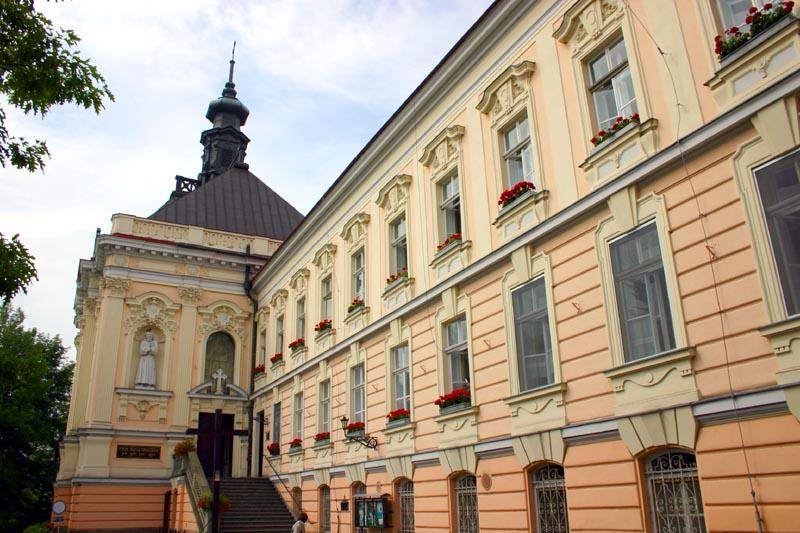
聖エリザベス修道女会の修道院、教会、病院
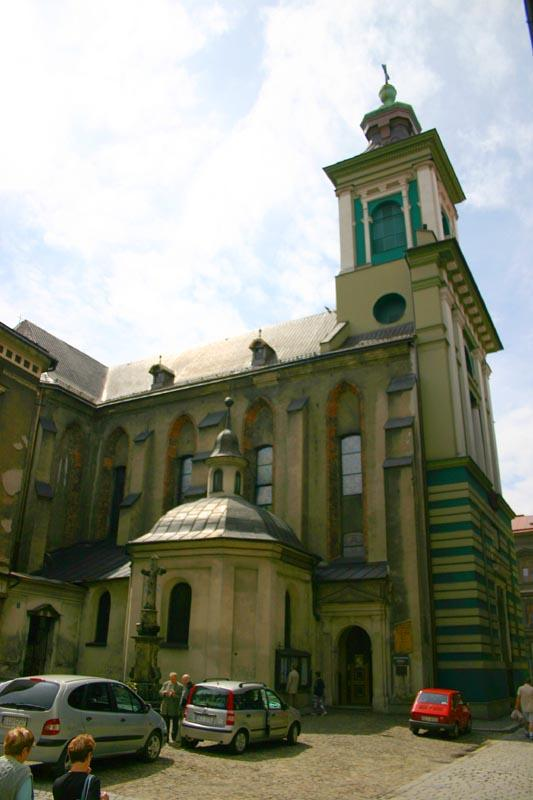
ドミニコ会のマリイ・マグダレニ教会
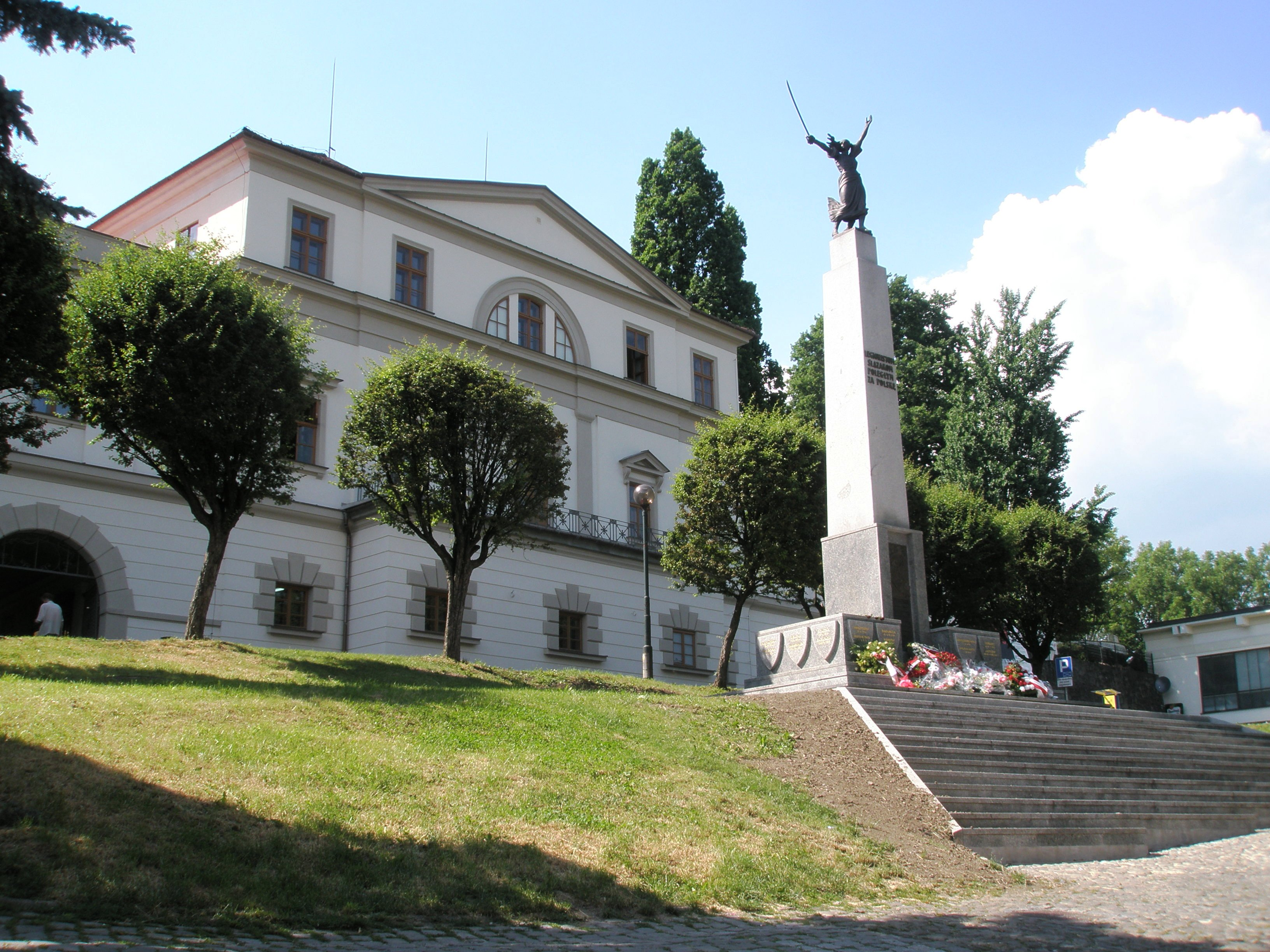
シロンスク軍のポーランドへの投降を記念するモニュメント
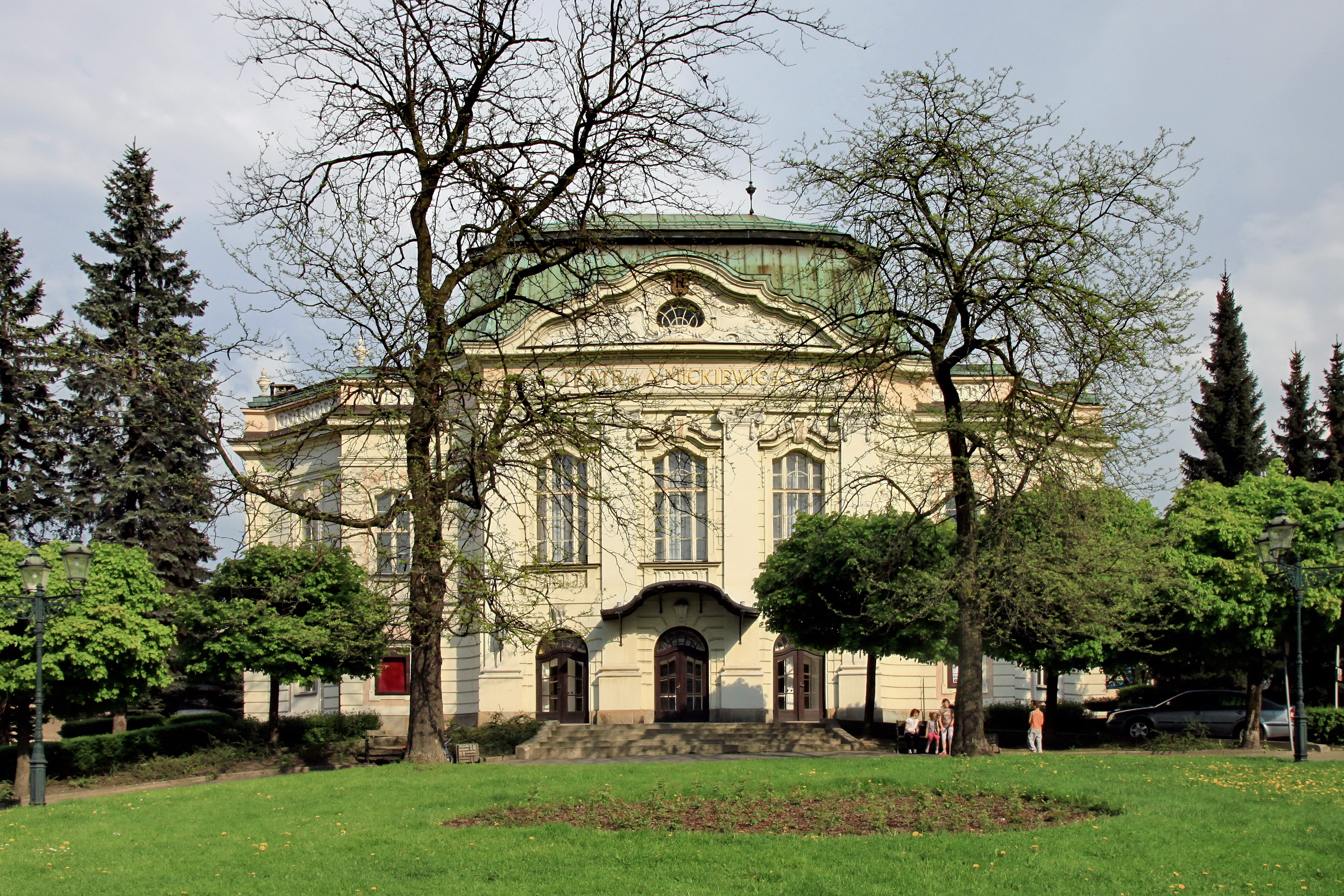
アダム・ミッキェヴィッチュ劇場
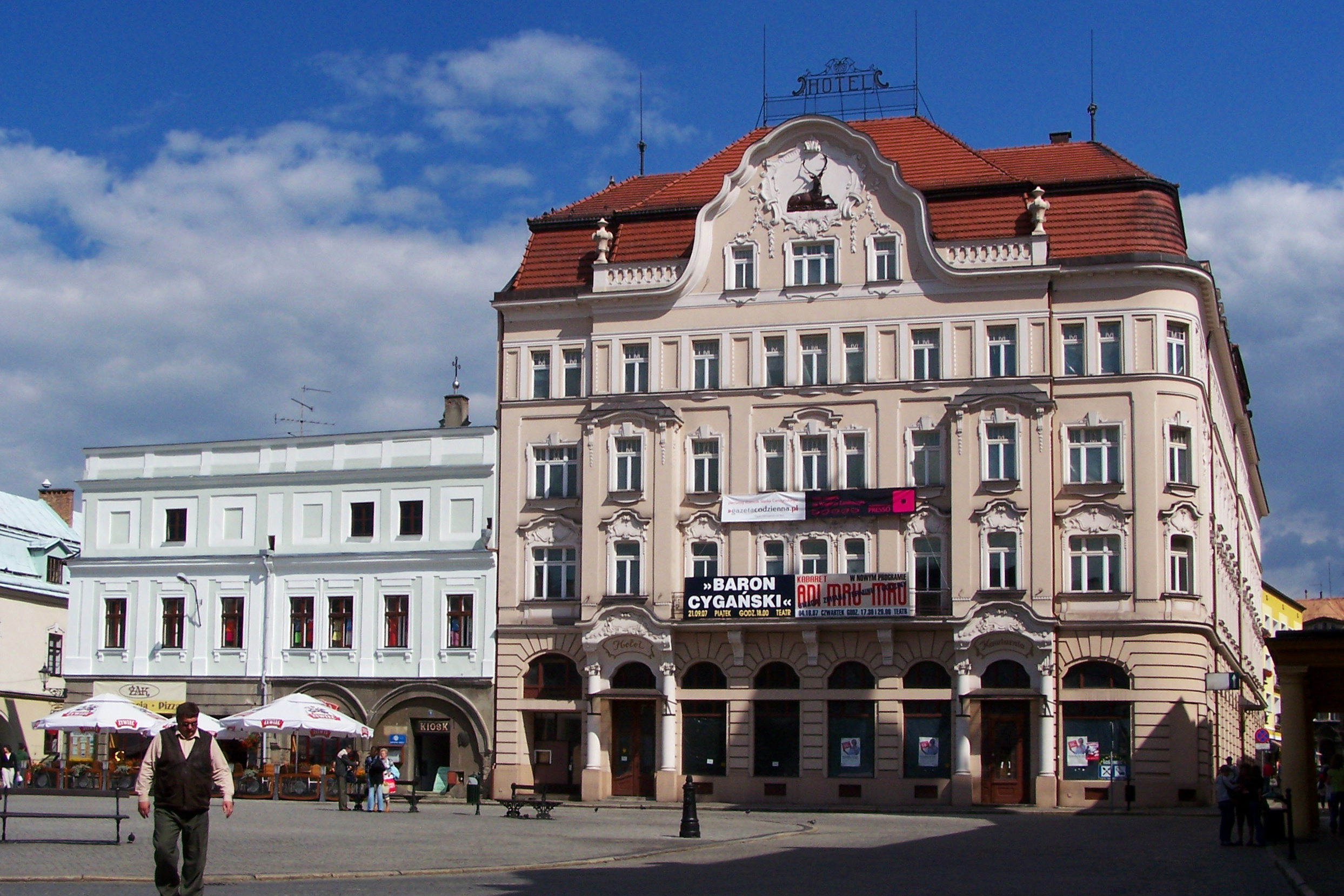
広場に面したホテル
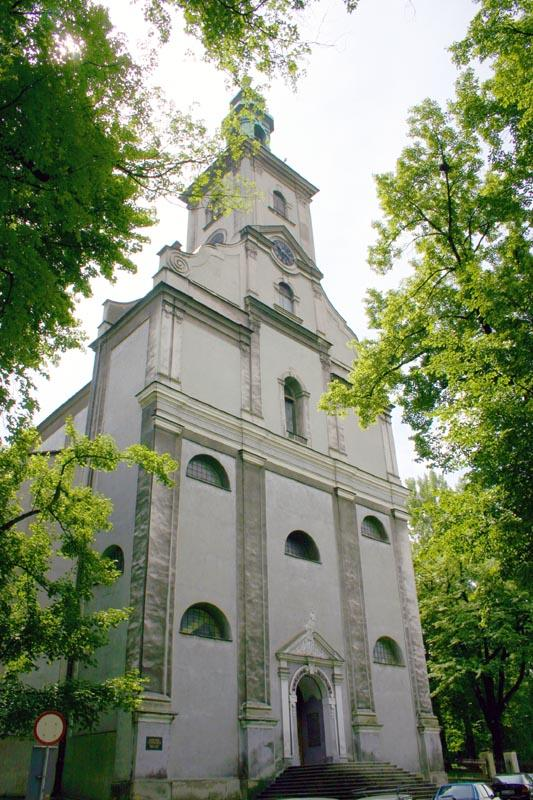
イェズソヴィ教会。18世紀の建築